# Luca Pierfelici
Luca Pierfelici (* 3. September 1983 in Urbino) ist ein italienischer Radrennfahrer.
Luca Pierfelici wurde 2005 Zweiter bei dem italienischen Eintagesrennen Gara Ciclistica Milionaria. Gegen Ende der Saison fuhr er für das Professional Continental Team Naturino-Sapore di Mare als Stagiaire und unterschrieb für die folgende Saison einen Profivertrag. Bei der Settimana Internazionale 2007 belegte er auf dem Teilstück a der ersten Etappe den dritten Rang. Auf der zweiten Etappe übernahm er das Führungstrikot, welches er auf der letzten Etappe wieder abgeben musste und den dritten Platz in der Gesamtwertung belegte.
Ende 2010 beendete Pierfelici seine Radsportlaufbahn.

## Teams
- 2006 Naturino-Sapore di Mare
- 2007 Aurum Hotels
- 2008 Acqua & Sapone-Caffe Mokambo
- 2009 Acqua & Sapone-Caffe Mokambo
- 2010 Acqua & Sapone-D'Angelo & Antenucci